# Protodendron bruuni
Protodendron bruuni is een zachte koraalsoort uit de familie Alcyoniidae. De koraalsoort komt uit het geslacht Protodendron. Protodendron bruuni werd in 1995 voor het eerst wetenschappelijk beschreven door Bayer. 